# Asteria (thần thoại)
Trong thần thoại Hy Lạp, Asteria (/əˈstɪəriə/; tiếng Hy Lạp cổ: Ἀστερία, n.đ. 'thuộc về các vì sao') là tên gọi của 11 nhân vật sau:
- Asteria, một nữ Titan.[1]
- Asteria hay Astris, con gái của Helios và Clymene hay Ceto, một trong các Heliades. Cô cưới vị thần sông Hydaspes (sông Jhelum) và là mẹ của Deriades, vua Ấn Độ.
- Asteria, một trong các Danaïdes, những người con gái của Danaus giết chồng minh vào đêm tân hôn, ngoại trừ Hypermnestra. Nàng là vợ của Chaetus trước khi giết anh.[2]
- Asteria, một trong các Alkyonides. Cùng những người chị em của mình, nàng gieo mình xuống biển và biến thành loài chim bói cá.[3]
- Asteria, con gái của Hydeus, mẹ của Hydissos cùng Bellerophon. Con trai nàng đã dựng nên một thành phố cùng tên tại Caria.[4]
- Asteria, con gái của Coronus, cùng Apollo có thể là bố mẹ của Idmon.[5]
- Asteria[6] hay Asterodia,[7] mẹ của Crisus và Panopeus cùng Phocus.
- Asteria, con gái của Teucer và Eune của Síp.[8]
- Asteria, chiến binh Amazons thứ chín bị giết bởi Heracles khi anh đến lấy chiếc đai lưng của Hippolyte.[9]
- Asteria, một trinh nữ Athen và là một trong các nạn nhân hiến tế cho Minotaur, thể hiện trong một bức họa bình.[10]

Christoph Willibald Gluck đặt tên Asteria cho một nhân vật trong bản opera năm 1765 Telemaco, tuy nhiên cái tên này không có trong Odyssey của Homer mà bản opera dựa trên.